# مینیکس ۳
مینیکس ۳ (به انگلیسی: MINIX 3) پروژه‌ای برای ساخت یک سیستم‌عامل شبه یونیکس کوچک، قابل اعتماد و کاربردی است. این سیستم‌عامل تحت پروانه بی‌اس‌دی منتشر می‌شود و جانشین مینیکس ۱ و مینیکس ۲ شده‌است. هدف اصلی پروژه سیستمی است که از قابلیت تحمل خطا برخوردار باشد و بدون نیاز به تداخل کاربر، خطاها را شناسایی و رفع کند. این سیستم‌عامل بیشتر برای مقاصد آموزشی و استفاده در سیستم‌های توکار در نظر گرفته شده‌است. در حال حاضر مینیکس ۳ از سیستم‌های پی‌سی سازگار با معماری آی‌ای-۳۲ پشتیبانی می‌کند. همچنین اجرا کردن مینیکس ۳ به صورت مجازی و با استفاده از شبیه‌سازهایی نظیر ویرچوال‌باکس، ایستگاه کاری وی‌ام‌ویر, مایکروسافت ویرچوال پی‌سی, کیومو و باچز هم امکان‌پذیر است. مینیکس ۳ به شکل یک دیسک زنده توزیع می‌شود و می‌توان بدون نیاز به نصب از آن استفاده کرد. البته امکان نصب مینیکس را بر روی هارد دیسک هم وجود دارد. همچنین به شکل یواس‌بی زنده هم در دسترس است و می‌توان آن را بر روی حافظه‌های فلش مموری هم نصب کرد. برخلاف بسیاری از سیستم‌عامل‌های مدرن، هسته مینیکس ۳ از معماری ریزهسته برخوردار است که آن را از دیگر سیستم‌عامل‌ها متمایز می‌کند.
کنفرانس MINIXCon2017 (که هرساله با موضوع تغییرات، تحقیقات و علاقه‌مندی‌ها نسبت به MINIX برگزار می‌شود) امسال (۲۰۱۷) به‌دلیل ثبت‌نشدن سخنرانی و مقالهٔ کافی منحل شد.

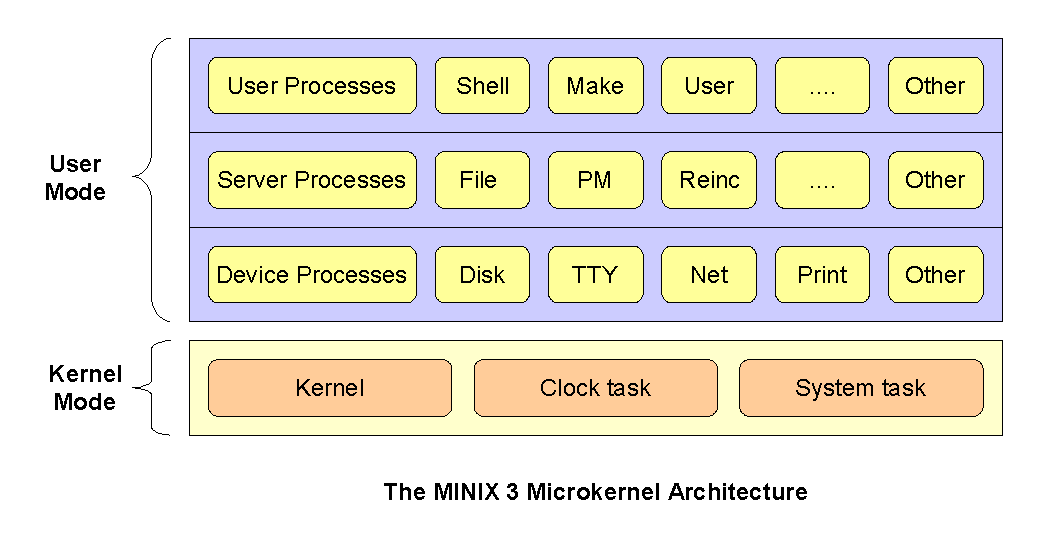
The MINIX 3 Microkernel
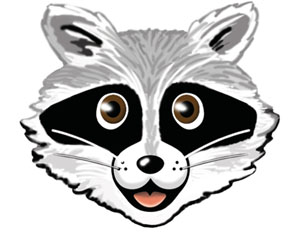
Rocky Raccoon, the mascot of Minix 3.

## پیوندهای وابسته
- مینیکس
- MINIX 3.1.7 running X11 with the Equinox Desktop Environment